# Jordan Daly
Jordan Daly   () és un activista escocès i cofundador de la charity Time for Inclusive Education (TIE). La seva activitat se centra principalment en l'assetjament homofòbic a les escoles i l'educació LGBT. Va ser guardonat amb l'LGBT Role Model of the Year en els premis Icon 2017, nomenat com un dels "deu millors actors en l'educació escocesa" per la revista TES i Young Scot of the Year 2018 en els premis Young Scot.

## Antecedents
Daly és gai i ha parlat obertament sobre la salut mental i els seus pensaments suïcides durant la seva adolescència a conseqüència d'experimentar l'homofòbia a l'escola. Va estudiar a la Universitat de Glasgow.

## Activisme TIE
Daly i Liam Stevenson van fundar Time for Inclusivament Education (coneguda com la campanya TIE) al juny de 2015. Es van reunir i van començar la seva activitat política durant el referèndum d'independència escocès. A la parella se li atribueixen guanys per al lobby LGBT en relació amb l'educació, incloent-hi aconseguir el suport del Parlament Escocès per la seva causa i la creació d'un grup de treball educatiu LGBT del Govern escocès, dels quals tots dos són membres actualment. El 2018 el grup va proposar recomanacions polítiques al Govern escocès, totes elles acceptades, fent d'Escòcia el primer país del món a incloure temes LGBT en el pla d'estudis per a totes les escoles públiques. Daly i Stevenson van declarar públicament que els seus esforços de campanya havien tingut èxit.